# Dayana Mendoza

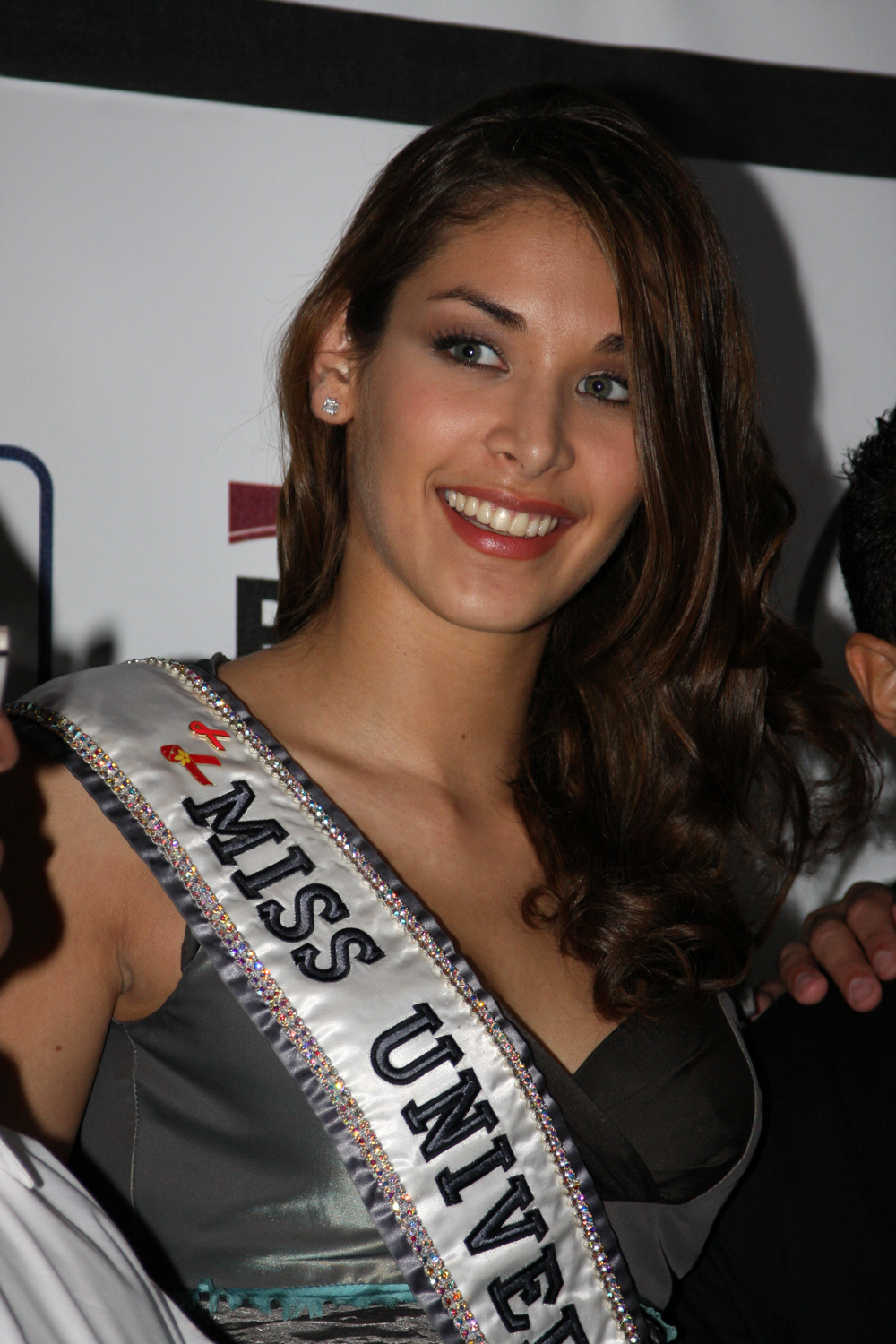
Dayana Mendoza aus Venezuela, Miss Universe 2008

Sabrina Dayana Mendoza Moncada (* 1. Juni 1986 in Caracas, Venezuela) ist ein venezolanisches Model, das beim Miss-Venezuela-Wettbewerb 2007 gewann. Im darauf folgenden Jahr gewann sie den Titel Miss Universe 2008.